# Hofgarten (Monaco di Baviera)
Lo Hofgarten è un giardino che si trova a Monaco di Baviera. Fa parte del complesso architettonico della Residenza di Monaco di Baviera e costituisce il prolungamento meridionale del Giardino Inglese.
Lo Hofgarten fu realizzato fra il 1613 e il 1617 secondo lo stile del giardino rinascimentale all'italiana, per volere del principe elettore Massimiliano I. Oggi l'accesso principale al giardino si trova sul lato occidentale verso l'Odeonsplatz, in direzione della Theatinerkirche, e passa attraverso lo Hofgartentor, porta monumentale costruita nel 1816 su progetto di Leo von Klenze.
Su due lati il giardino è racchiuso da portici: in quello settentrionale si trova il Museo del teatro tedesco, in quello occidentale alcuni affreschi di Peter von Cornelius narrano episodi della storia dei Wittelsbach. A nord-ovest si trova un edificio ad uso commerciale (il cosiddetto Bazargebäude), costruito nel 1822 (o nel 1826) nell'ambito di un nuovo quartiere cittadino, al posto di un preesistente edificio per tornei.
Verso sud il giardino è chiuso dalla facciata del Festsaalbau della Residenza, mentre sul lato orientale si trova l'edificio che ospita la cancelleria dello Stato bavarese e che conserva la cupola dell'originaria costruzione realizzata nel 1905, per lo più distrutta durante la seconda guerra mondiale, dove si trovava il Museo dell'esercito bavarese (che oggi ha la sua sede ad Ingolstadt). In precedenza, al posto di questa costruzione si trovava la caserma dello Hofgarten, edificata nel 1807 dopo la demolizione di tre padiglioni in stile rinascimentale. Al margine orientale del giardino si trova il monumento ai soldati monacensi, realizzato negli anni 1920.
In mezzo allo Hofgarten, all'incrocio dei viali principali, si trova il padiglione denominato tempio di Diana, realizzato nel 1615 da Heinrich Schön. Da ognuna delle otto arcate del padiglione si dipartono i viali che disegnano la struttura geometrica del giardino. Il padiglione è un luogo dove si tengono concerti e dove sono soliti riunirsi ballerini di tango e salsa. Caratteristiche sono le quattro fontanelle appoggiate alle pareti e decorate con conchiglie, che fra l'altro vengono menzionate ne I nutrimenti terrestri di André Gide. Sulla cupola vi è una copia della statua della Tellus Bavaria, opera di Hubert Gerhard rimaneggiata da Hans Krumpper; l'originale si trova nel museo della Residenza.
Dopo la seconda guerra mondiale, durante la quale lo Hofgarten fu distrutto, si trovò un compromesso fra gli elementi stilistici di un giardino all'inglese, che era stato di fatto realizzato verso la metà del XIX secolo con la collocazione di alberi, e le caratteristiche dell'originaria sistemazione del XVII secolo. Il giardino fu quindi allestito, secondo i progetti originali di Carl Effner (1853), con aiuole di piante tipiche del XIX secolo.
Fra il luglio e il novembre 1937, sotto i portici settentrionali, trovò posto la mostra itinerante della cosiddetta arte degenerata promossa dal regime nazista. Nel 1996, nel passaggio verso la cancelleria dello Stato bavarese, venne eretto un monumento per ricordare l'opposizione al regime nazista.

## Galleria d'immagini

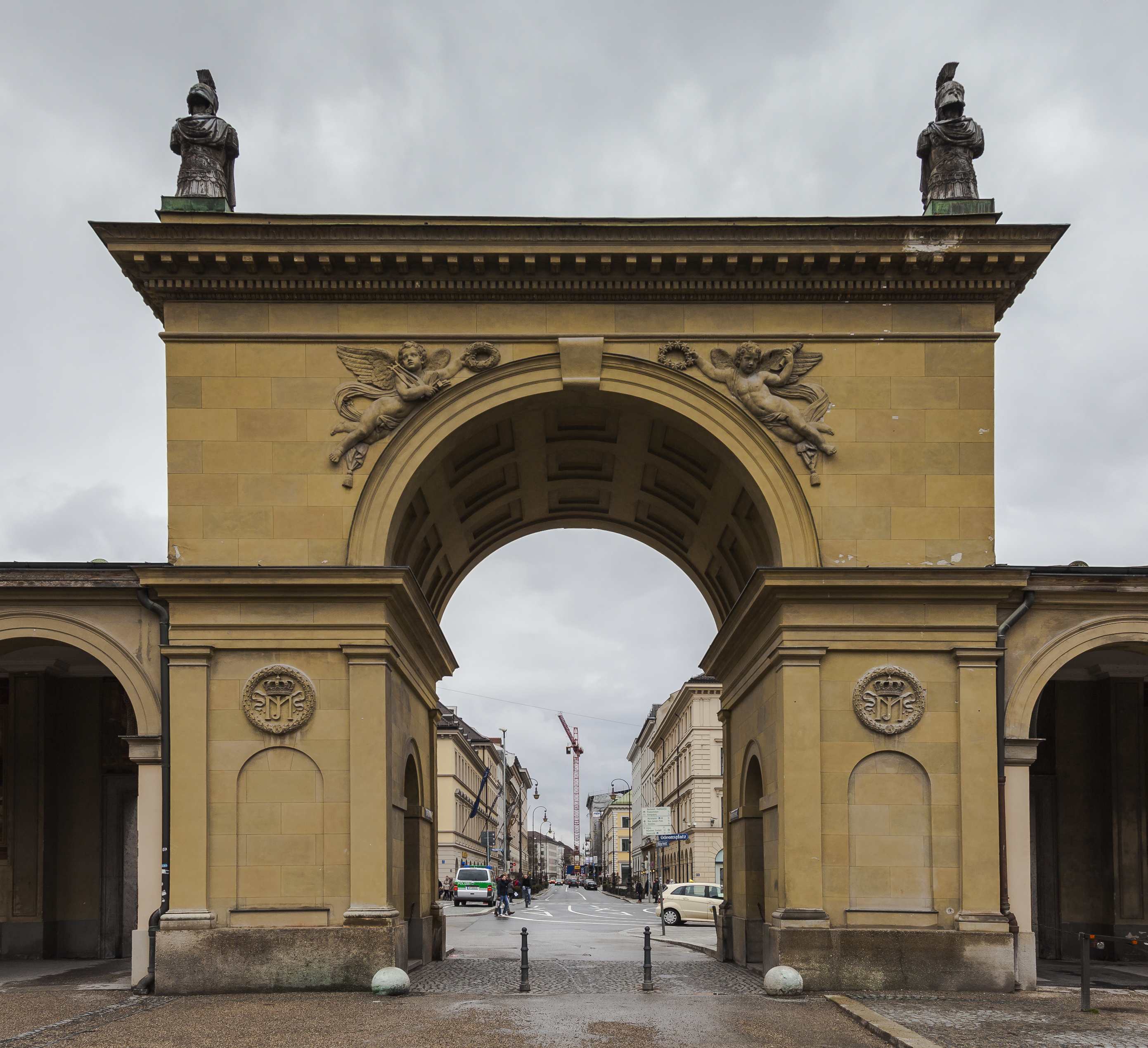
L'ingresso del giardino sull'Odeonsplatz
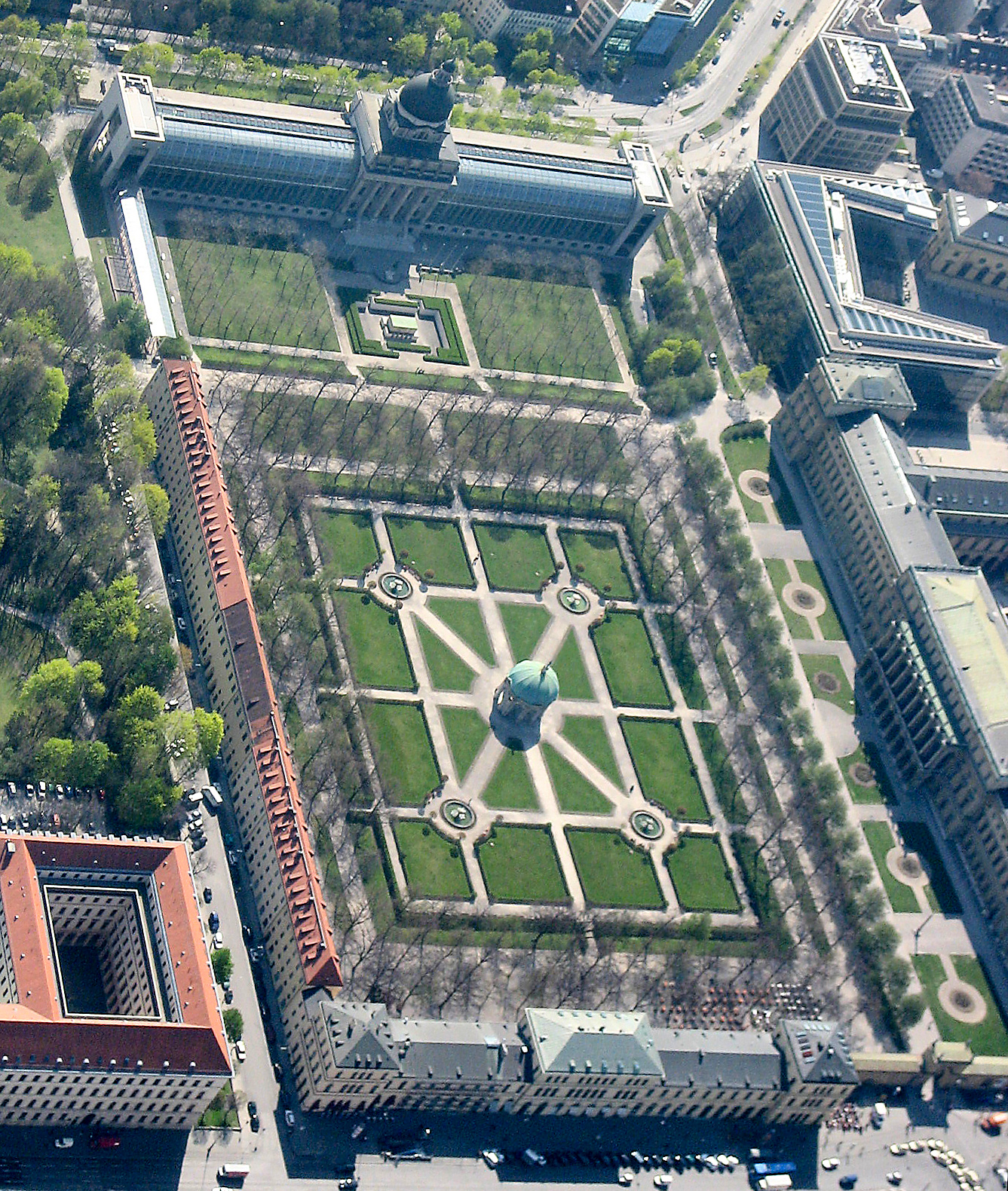
Veduta aerea
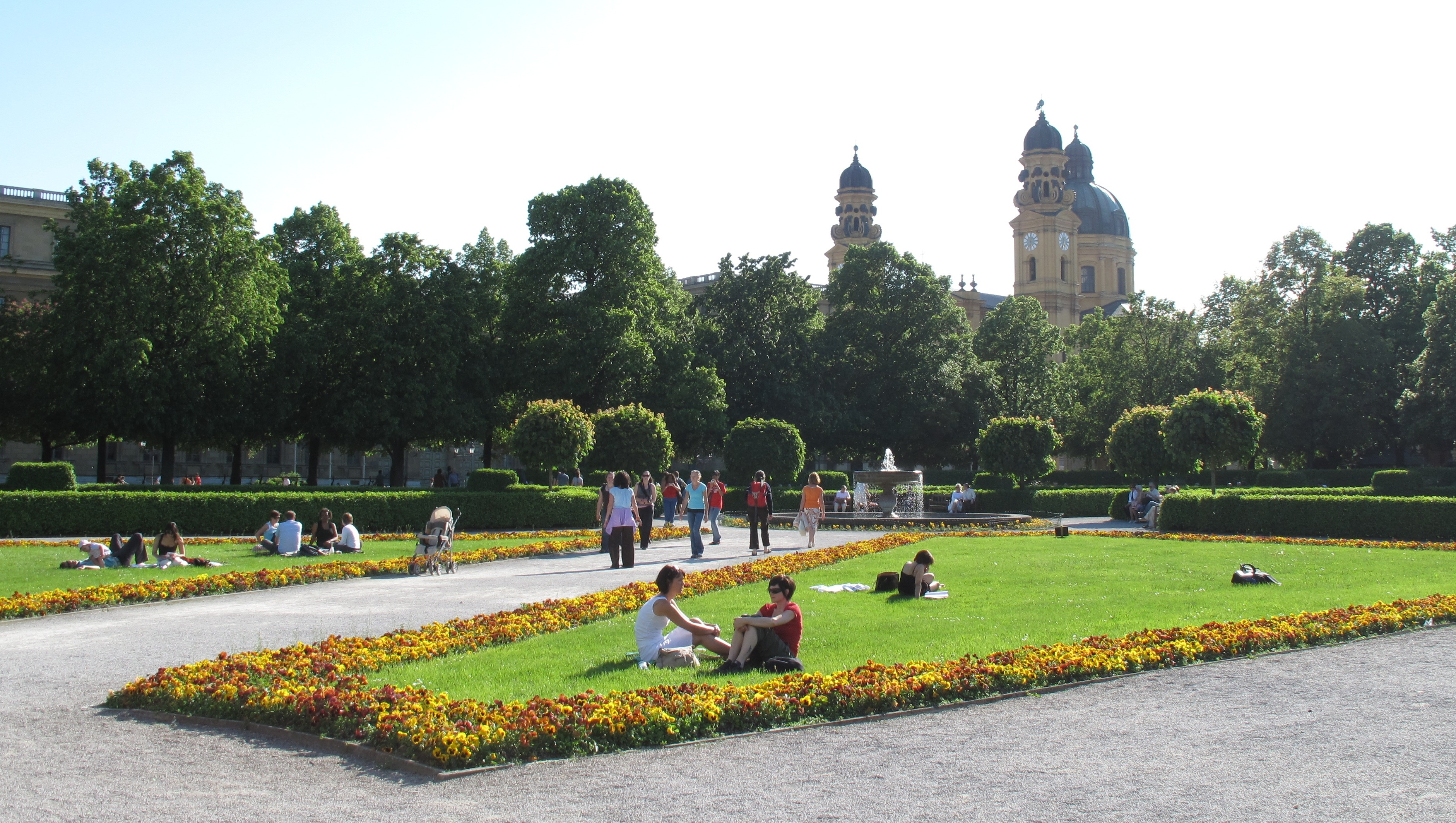
Il giardino con la Theatinerkirche sullo sfondo
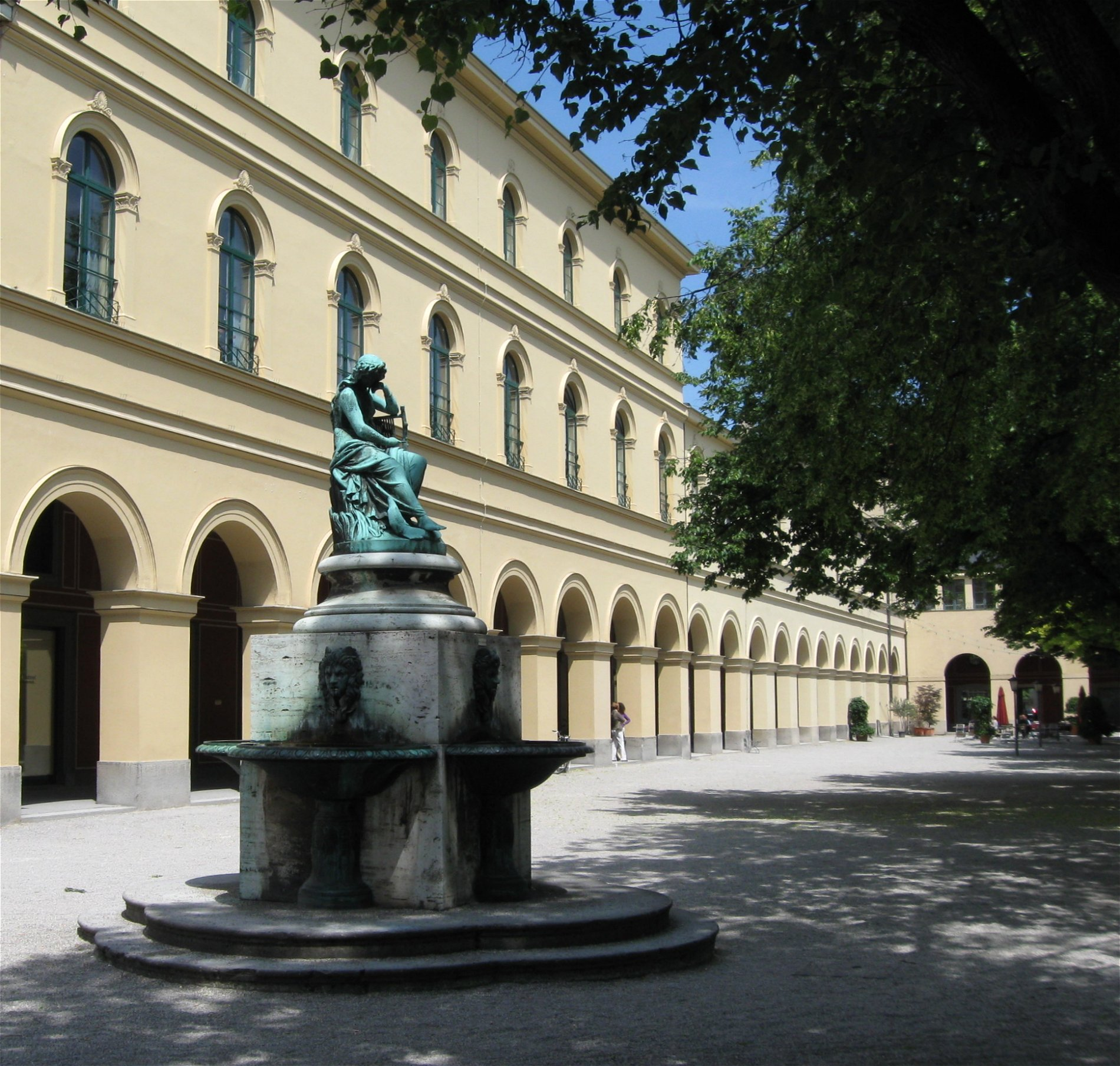
La fontana delle ninfe
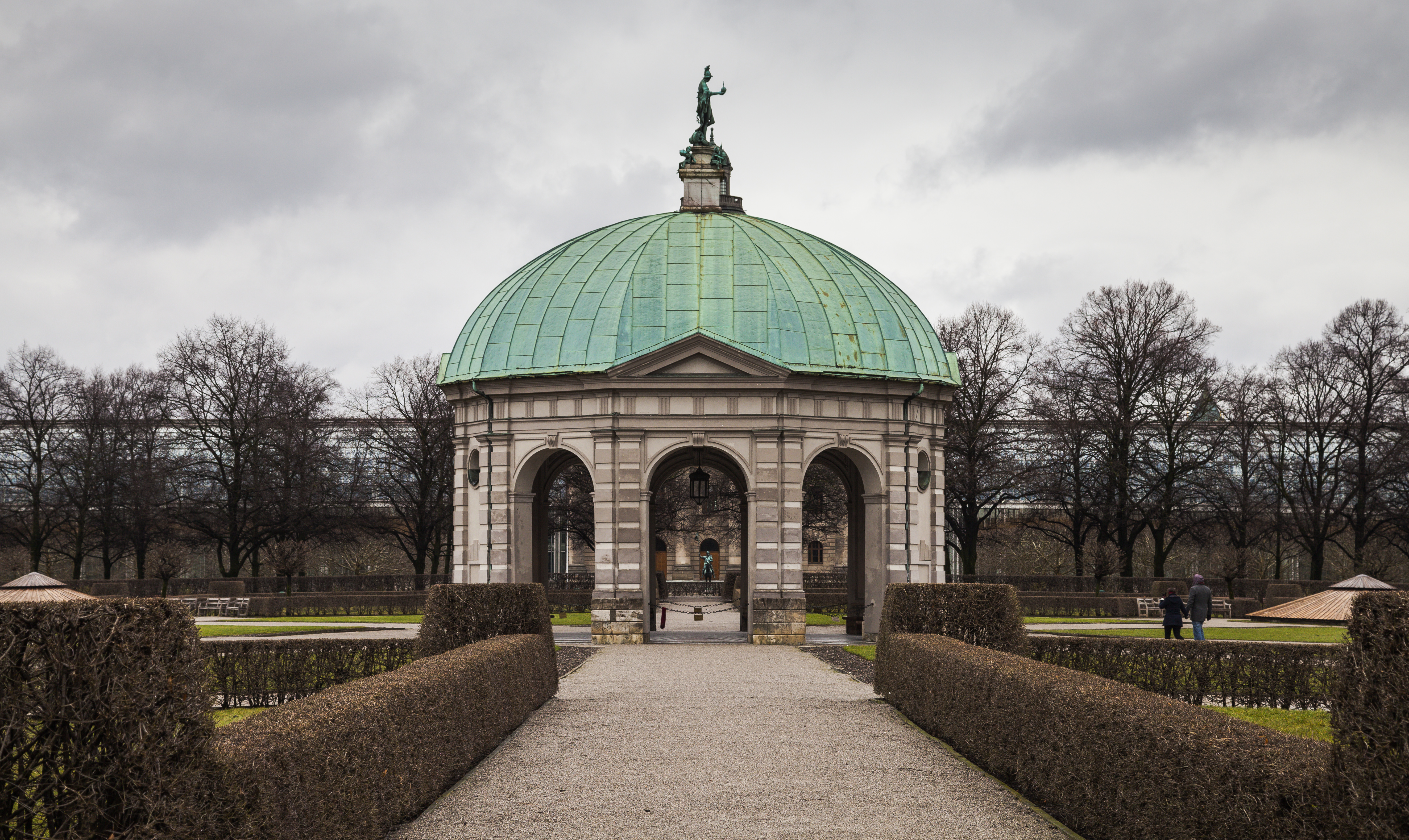
Il tempio di Diana